# Verdensmesterskabet i fodbold 1986 - finalen
Finalen om verdensmesterskabet i fodbold 1986 var den 13. finale siden turneringens etablering i 1930. Den blev spillet den 29. juni 1986 foran 114.600 tilskuere på Estadio Azteca i den mexicanske hovedstad Mexico City, og skulle finde vinderen af VM i fodbold 1986. De deltagende hold var Vesttyskland og Argentina. Det argentinske hold vandt kampen med 3-2.
Kampen blev ledet af den brasilianske dommer Romualdo Arppi Filho.

## Kampen

### Detaljer
| 29. juni 1986 12:00 CST |

| Argentina                                | 3 – 2   | Vesttyskland                  |
| ---------------------------------------- | ------- | ----------------------------- |
| Brown 23' · Valdano 56' · Burruchaga 84' | Rapport | 74' Rummenigge · 81' Völler · |

| Estadio Azteca, Mexico City Tilskuere: 114.600 Dommer: Romualdo Arppi Filho (Brasilien) |

| Argentina | Vesttyskland |